# A1 Team Canada
Het A1 Team Canada was een Canadees raceteam dat deelnam aan de A1 Grand Prix. De wagen was bedekt met een afbeelding van de Canadese vlag.
Het laatste seizoen van Canada, 2007/2008 was het beste seizoen. Het team eindigde op de negende plaats in het kampioenschap, en pakte een overwinning. In het eerste seizoen werd eveneens een race gewonnen.

## Coureurs
De volgende coureurs hebben gereden voor Canada, met tussen haakjes het aantal races.
- Sean McIntosh (24, waarvan 1 overwinning)
- James Hinchcliffe (20)
- Robert Wickens (14, waarvan 1 overwinning)
- Patrick Carpentier (6)